# Podpůrná opatření pátého stupně
Podpůrná opatření pátého stupně jsou nejvyšším možným stupněm podpory handicapovaných žáků, který je dán "Vyhláškou č. 27/2016 Sb. o vzdělávání žáků se speciálními vzdělávacími potřebami a žáků nadaných".
Jedná se o opatření organizační, personální a vzdělávací, tedy o celkovou úpravu vzdělávacího systému. V rámci opatření jsou postiženy nejen metody výuky, obsah a výstupy daného učiva, ale i podmínky přijímání ke studiu, ukončování studia a hodnocení. Dále je opatřeními ošetřena i míra intervence, která je v případě pátého stupně velmi vysoká, a prostředky, díky nimž je dosahováno inkluze ve vzdělávání.
Při zajišťování podmínek podpory se vychází z doporučení školského poradenského zařízení. Během procesu zajišťování působí na straně vzdělavatele konzultant a dochází ke spolupráci s rodinou nebo případně s dalším činitelem, jenž se podílí na naplňování podpůrného opatření. Koordinátorem péče je školské poradenské zařízení. To rovněž vyhodnocuje efektivitu zvoleného opatření spolu s rodinou žáka a se školou. Mezi ní a školským poradenským zařízením probíhá intenzivní komunikace. Pokud žák využívá služeb školských zařízení, vztahují se na něj podpůrná opatření pro zapojení ve školských zařízení, která spadají pod čtvrtý stupeň podpůrného opatření.
Poskytování poradenské pomoci ve škole zajišťují zejména školní psychologové či školní speciální pedagogové. Mimo jiné by se podílí i na realizaci předmětu speciálněpedagogické péče. Dále spolupracují s dalšími pedagogickými pracovníky, zejména s třídními učiteli, a podílí se na komunikaci se zákonnými zástupci žáků nebo se žáky zletilými. Pravidelně komunikují se školskými poradenskými zařízeními, která zajišťují návrhy podpůrných opatření a podílí se na jejich realizacích ve školách. K formulaci a naplňování doporučení ke vzdělávání žáka, jenž má potřebu podpory, spolupracuje žák samotný, respektive jeho zákonný zástupce, škola a právě školské poradenské zařízení. V případě nutnosti spolupracuje škola s orgánem sociálně-právní ochrany dětí. V případech žáků s náročným podpůrným opatřením a s potřebou součinnosti poskytuje školské poradenské zařízení škole metodickou podporu. Obdobné je tomu i se spoluprací se zdravotnickými zařízeními.
Normovaná finanční náročnost se stanovuje v těch případech, které nejsou ošetřeny jinými právními předpisy. Patří mezi ně speciální učebnice a pomůcky, kompenzační pomůcky, náklady na úpravu prostředí a pracovního místa žáka, na zajištění prostředků alternativní komunikace a mzdové náklady na ostatní pedagogické i nepedagogické pracovníky (asistent pedagoga, tlumočník českého jazyka a přepisovatel pro neslyšící, služby školních psychologů a speciálních pedagogů školských poradenských zařízení.
Forma vzdělávání je odvozena od věku žáka a od speciálních vzdělávacích potřeb žáka.

## Metody výuky
Stejně tak jako je tomu u nižších stupňů podpůrných opatření, i zde, v posledním stupni, jsou zahrnuty metody předešlých nižších stupňů podpory. Metody práce jsou podmíněny potenciálem daných žáků a vždy zohledňují to, aby bylo dosaženo co největšího rozvoje jedince, přičemž motivace hraje nejdůležitější roli. Výuka probíhá v souladu s metodikou speciální pedagogiky, tedy odpovídá speciálním vzdělávacím potřebám žáků, jsou při ní užity podpůrné metody a speciální pomůcky (v některých případech se jedná o alternativní prostředky komunikace: komunikátor, PC, speciální klávesnice) a probíhá individuálně či ve skupině. Při její realizaci je třeba pedagogického pracovníka s příslušnou odbornou kvalifikací nebo podpora dalšího pedagogického pracovníka.

## Úprava obsahu a výstupů vzdělávání
Na úpravě či redukci obsahu učiva mají v první řadě vliv možnosti žáka. K výuce dochází v mezích příslušného rámcově vzdělávacího programu, podle upraveného vzdělávacího programu dané školy či prostřednictvím individuálního vzdělávacího plánu či podle RVP pro speciální základní školy. Z těchto vychází i modifikace daných výstupů.

## Organizace výuky
Prostřednictvím organizace výuky se má docílit nejen maximálního vzdělávacího pokroku žáka, ale i jeho sociálního rozvoje. Jeho výuku lze upravit tak, aby nebyl narušen jeho režim životosprávy (hygiena, stravování, užívání léků). Pod tuto kategorii spadá i úprava pracovního místa žáka, třídy, ve které se žák vzdělává a užívání komunikačních pomůcek v případě neslyšících či hluchoslepých žáků. Dále je možné upravit i časový rozsah výuky a proměňovat formu výuky (přechod k individuální formě výuky). Pokud individuální výuka probíhá v domácím prostředí, má žák nárok na zajištění výuky pedagogickým pracovníkem školy.
Počet žáků na třídu (oddělení, studijní skupinu) je stanoven na 4 žáky s možností rozšíření na 6 jedinců. Vše opět závisí na charakteru obtíží žáků. Na každou takovouto skupinu mohou být vyhrazení maximálně 3 pedagogičtí pracovníci.

## Individuální vzdělávací plán
Zpravidla je individuální vzdělávací plán připravován pro žáky se specifickými potřebami, kteří nejsou schopni bez pomoci dosáhnout úrovně dané školním vzdělávacím plánem.
Individuální vzdělávací plán určuje oblasti, ve kterých daný žák potřebuje speciální pedagogickou péči, popř. intervenci. Pod zmiňovanou pedagogickou intervencí si můžeme představit spolupráci se školským poradenským zařízením (pedagogicko-psychologická poradna), školním psychologem, speciálním pedagogem, asistentem pedagoga, tlumočníka do znakové řeči atd.
Tento plán je důležitý i proto, že vymezuje užívání speciálních učebnic a studijních pomůcek, které jsou pro žáka nezbytné. Úroveň jednotlivých změn, zásahů a úprav je vždy prováděna na základě domluvy se školským poradenským zařízením.

## Personální podpora
V rovině personální podpory existuje hned několik možných druhů podpory, které jsou zcela závislé na druhů a míře znevýhodnění daného žáka. Na základě vyšetření a komunikace se školským poradenským zařízením se rozhoduje, jestli má žák nárok na asistenta pedagoga, tlumočníka českého znakového jazyka, přepisovatele pro neslyšící, dalšího pedagogického pracovníka, školního speciálního pedagoga, popř. další nepedagogické pracovníky.
Tlumočníci českého znakového jazyka jsou určeni pro žáky, kteří jsou neslyšící, tzn. nejsou schopni vnímat obsah vyučování s pomocí sluchu. Takovýto tlumočník může být žákem využíván i mimo vyučovací hodinu, aby tak byla umožněna komunikace s vrstevníky. Vzdělávání neslyšících žáků zároveň vyžaduje přítomnost přepisovatele. Jeho zapojení však musí odpovídat specifickým potřebám žáka.
Stejně jako v případě tlumočníka, tak i v případě dalších pedagogických pracovníků a pomocníků určuje míru spolupráce a oprávněnost využívání školský poradenský orgán.

## Hodnocení
Klasifikace žáků je nejvýraznějším obrázkem o úspěšném studiu. Pokud se však jedná o žáky se specifickými druhy znevýhodnění, tak je nutné klasifikaci upravit takovým způsobem, aby adekvátně korespondovala s možnostmi žáka.
Specificky upravené hodnocení by tak mělo zahrnovat především specifické nároky na činnost konkrétního žáka. Specifikována by tak měla být kritéria, která posloužila k hodnocení výkonu. Dále hodnocené vlastnosti, bodování atd. Zásadním stimulem k těmto úpravám je potřeba motivovat speciálně znevýhodněné žáky ke studiu. Samotná klasifikace by měla být vyhotovována v různých formách, včetně formy slovní.
Smyslem slovního hodnocení je především ukázat, kterých aktivit a činností je znevýhodněný žák schopen sám, popř. s menší či větší pomocí.

## Intervence
Intervence pro pátý stupeň podpory zajišťuje předmět speciální pedagogické péče, který vychází ze specifických nároků a potřeb žáka. Ten má nárok na 3 až 4 hodiny týdně. Tento vyučovací předmět musí vést učitelé s rozšířenou kompetencí pro oblast speciální pedagogiky.
Cílem předmětu speciální pedagogické péče je nápravy a práci s nejrůznějšími nedostatky, které vyplývají z postižení a obtíží žáků. Jde především o podporu vzdělávání žáka v předmětech, které pro něj představují problémy. Nemusí se však nutně jednat jen o vyučování běžné látky, neboť cílem předmětu je i nácvik sebeobsluhy, zlepšování komunikačních schopností a praktických dovedností žáka.
Pro směřování předmětu jsou ale vždy určující specifika obtíží žáka, o kterých informuje školské poradenské zařízení.

## Úpravy podmínek přijímání a ukončování vzdělávání
Přijímání žáků ke vzdělávání na střední školy se řídí ustanovením školského zákona. Respektovat se však musí i důsledky onemocnění nebo postižení žáka. Ředitel dané školy má povinnost uzpůsobit průběh přijímacího řízení v rámci podpůrných opatření pátého stupně, tzn. že jsou respektována všechna omezení, která mohou ovlivnit průběh přijímacího řízení.

## Prodloužení délky vzdělávání
Základní vzdělání pro žáky vzdělávané ve třídách a školách s upraveným vzdělávacím programem může s předchozím souhlasem ministerstva trvat 10 ročníků.

## Pomůcky
Žáci pod pátým stupněm podpory jsou obvykle omezování kombinovaným postižením, a proto jejich pomůcky musí odpovídat speciálním vzdělávacím potřebám. Podle jednotlivých druhů a úrovní postižení se poté určují výše finančních dotací na nákup pomůcek, z nichž můžeme uvést např. komunikátory, speciální učebnice, softwarové vybavení a kompenzační pomůcky.
Důležitost jednotlivých pomůcek je o to vyšší, že právě s jejich pomocí může být dosaženo vyšší úrovně poznání, úspěchů ve vzdělávání, popř. i motivace ke studiu. Práce s jednotlivými pomůckami ale může být dosti náročná, a proto řada z nich znamená pro pedagogy nutnost dalšího vzdělávání a kurzů, jejichž cílem je příprava na práci s těmito pomůckami.